# Faraday Society
La Faraday  Society (o Sociedad Faraday) fue una sociedad científica británica dedicada al estudio  de la química física. Fue fundada  en 1903 y fue nombrada así en  honor de Michael Faraday. En 1980, se unió con otras organizaciones científicas similares en 1980 para formar la Royal Society of Chemistry (RSC; Sociedad Real de Química).

## Publicaciones
Editó la publicación Faraday Transactions entre 1905 y 1971, cuando la Royal Society of Chemistry se hizo cargo de la publicación, fusionándola más tarde con otras similares.

## Faraday Discussions
De particular interés fueron las conferencias llamadas Faraday Discussions, publicadas con el mismo nombre. La publicación incluye el debate sobre un artículo científico, así como el propio artículo. En dicha reunión científica, se concede más tiempo a la discusión que al autor que presenta el documento ya que la audiencia dispone de los artículos antes de la reunión. Estas conferencias siguen celebrándose actualmente, siendo dirigidas por la Royal Society of Chemistry.